# Unión Piamontesa
Unión Piamontesa (Union Piemontèisa) (UP) fue un partido político italiano de ámbito piamontés.
Fue fundado en 1981 por Roberto Gremmo, exmiembro del Partido Comunista Italiano (PCI); al poco también se unió a él otro ex-comunista, Gipo Farassino. En las elecciones regionales de 1985 UP obtuvo un 1,1% de los votos en alianza con la Liga Véneta. De cara a las elecciones generales de Italia de 1987 se presentó aliado con la Liga Lombarda de Umberto Bossi, pero ese mismo año sufrió la escisión de un grupo liderado por Farassino, Mario Borghezio y Renzo Rabellino que creó Piamonte Autonomista (PA). Esta escisión de unió a la coalición Liga Lombarda-Alianza Norte de Bossi de cara a las elecciones al Parlamento Europeo de 1989; sin embargo Gremmo y UP se negaron a unirse a dicha alianza al considerar a ésta como una opción separatista alejada de las posturas federalistas de ésta. 
De esto modo, tampoco participó en la creación de la Liga Norte, comenzando la decadencia del partido. En las elecciones regionales de 1990 UP obtuvo el 2,3% de los votos y Gremmo fue elegido para el Consejo Regional, pero PA logró un 5,1% y dos consejeros regionales. Para las elecciones generales de 1992 Gremmo transformó el partido en la Lega Alpina Piemont (LAP), hermanándose con la Liga Lumbarda Alpina. PA, ahora como parte de la Liga Norte, obtuvo un 16,3% en el Piamonte; LAP solo el 2,2%. Desde entonces el partido se puede considerar disuelto, contándose como sucesor suyo la Liga Padana Piamonte de Renzo Rabellino.
- Datos: Q2754109